# 查尔斯·肯尼迪
查尔斯·彼得·肯尼迪閣下（英語：Charles Peter Kennedy，1959年11月25日—2015年6月1日）是一位英国政治人物。1999年至2006年，他是英国第四大政黨自由民主党的党魁。
2006年1月初，肯尼迪因酗酒問題而最後宣佈辭去自由民主党黨魁一職，職務由副黨魁曼茲·坎貝爾（孟席斯·坎貝爾）接管。同年3月，經自民黨黨內的投票後，曼茲‧坎貝爾成為新黨魁。

## 早期生活
肯尼迪出生于苏格兰的因弗内斯，曾在格拉斯哥大学学习政治和哲学。

## 離開國會及逝世
受自民黨低支持度影響，肯尼迪於2015年英國大選敗予蘇格蘭民族黨的伊恩·布萊克福德。
2015年6月1日，肯尼迪於家中逝世，終年55歲。警方表示死因並無可疑。

## 參註
1. ↑  . Encyclopædia Britannica.   [12 May 2010]. （原始内容存档于2015-05-18）.
2. ↑  . BBC中文網. 2006-01-07  [2010-06-10]. （原始内容存档于2020-07-04）.
3. ↑  .   [2015-06-02]. （原始内容存档于2015-06-03）.